# Abordnung
Abordnung ist in Deutschland ein Begriff des Dienstrechts und des Arbeitsrechts im öffentlichen Dienst. Für Beamte und Richter ist Abordnung die vorübergehende vollständige oder teilweise Übertragung einer Tätigkeit bei einer anderen Dienststelle desselben oder eines anderen Dienstherrn unter Beibehaltung der Zugehörigkeit zur bisherigen Dienststelle (§ 27 Abs. 1 BBG; § 14 Abs. 1 BeamtStG). Für Arbeitnehmer im öffentlichen Dienst (Tarifbeschäftigte) ist eine Abordnung definiert als Zuweisung einer vorübergehenden Beschäftigung aus dienstlichen oder betrieblichen Gründen bei einer anderen Dienststelle oder einem anderen Betrieb desselben oder eines anderen Arbeitgebers unter Fortsetzung des bestehenden Arbeitsverhältnisses (§ 4 Abs. 1 TVöD und TV-L). Bei Soldaten ist die Kommandierung das analoge Rechtsinstitut zur Abordnung. Die Versetzung der Beamten der Länder und Kommunen ohne Dienstherrnwechsel ist in den jeweiligen Landesbeamtengesetzen geregelt (z. B. § 24 LBG NRW).

## Voraussetzungen und Form
Die Abordnung bedarf der Schriftform und wird vom Dienstherrn bzw. Arbeitgeber ausgesprochen. In der Abordnung müssen der zeitliche Rahmen, die Tätigkeit bei der aufnehmenden Behörde, sowie der Dienst- bzw. Arbeitsort festgelegt sein. Die Tätigkeitsbeschreibung bleibt meist abstrakt, z. B. „zur Dienstleistung“.

### Dienstliche Gründe
Die Abordnung ist nur aus dienstlichen Gründen zulässig:
1. bei Arbeitnehmern im öffentlichen Dienst (auch aus betrieblichen Gründen),
2. bei Bundesbeamten zu einer nicht dem bisherigen Amt entsprechenden Tätigkeit, wenn die Wahrnehmung der neuen Tätigkeit aufgrund der Vorbildung oder Berufsausbildung zumutbar ist, auch zu einer Tätigkeit, die nicht einem Amt mit demselben Endgrundgehalt entspricht,
3. bei Beamten der Länder, Gemeinden und Gemeindeverbände sowie der sonstigen der Aufsicht eines Landes unterstehenden Körperschaften, Anstalten und Stiftungen des öffentlichen Rechts (§ 1 BeamtStG) in den Bereich eines Dienstherrn eines anderen Landes oder des Bundes.

Innerhalb des Bereichs eines Dienstherrn ist die Abordnung grundsätzlich auch aus persönlichen Gründen zulässig.

### Abordnung mit dem Ziel der Versetzung
Ein Sonderfall ist bei Beamten die Abordnung mit dem Ziel der Versetzung. Die aufnehmende Behörde kann sich dadurch von der Eignung, Befähigung und fachlichen Leistung eines Versetzungsbewerbers einen Eindruck verschaffen. In der Regel mündet diese Abordnung in eine dauerhafte Versetzung.

### Zustimmungserfordernisse
Bei Beamten ist eine Abordnung aus dienstlichen Gründen ganz oder teilweise auch zu einer nicht dem bisherigen Amt entsprechenden Tätigkeit möglich, wenn die Wahrnehmung der neuen Tätigkeit aufgrund der Vorbildung oder Berufsausbildung zumutbar ist. Dabei ist auch die Abordnung zu einer Tätigkeit zulässig, die nicht einem Amt mit demselben Endgrundgehalt entspricht (§ 27 Abs. 2 BBG; § 14 Abs. 2). Die Abordnung bedarf in diesem Fall, oder wenn sie zu einem anderen Dienstherrn erfolgt, der Zustimmung des Beamten. Die Abordnung zu einem anderen Dienstherrn ist ohne Zustimmung zulässig, wenn die Tätigkeit einem Amt mit demselben Endgrundgehalt auch einer anderen Laufbahn entspricht und nicht länger als fünf Jahre dauert (§ 27 Abs. 3 BBG; § 14 Abs. 3).
Der Personalrat hat mitzubestimmen in Personalangelegenheiten der Beamten und Arbeitnehmer bei Abordnung für eine Dauer von mehr als drei Monaten (§ 78  Abs. 1 Nr. 7 BPersVG; entsprechende Rechtsnorm der Landespersonalvertretungsgesetze). Sollen Arbeitnehmer an eine Dienststelle oder einen Betrieb außerhalb des bisherigen Arbeitsortes versetzt oder voraussichtlich länger als drei Monate abgeordnet werden, so sind sie vorher zu hören (§ 4 Abs. 1 S. 2 TVöD u. TV-L).
Ein Richter auf Lebenszeit oder ein Richter auf Zeit darf grundsätzlich nur mit seiner Zustimmung abgeordnet werden (§ 37 Abs. 1 DRiG). Zur Vertretung eines Richters dürfen sie ohne ihre Zustimmung längstens für zusammen drei Monate innerhalb eines Geschäftsjahres an andere Gerichte desselben Gerichtszweigs abgeordnet werden (§ 37 Abs. 3 DRiG).

## Abordnung zu anderem Dienstherrn
Werden Beamte zu einem anderen Dienstherrn abgeordnet, sind grundsätzlich die für den Bereich des aufnehmenden Dienstherrn geltenden Vorschriften über die Pflichten und Rechte der Beamten entsprechend anzuwenden mit Ausnahme der Regelungen über Diensteid, Amtsbezeichnung, Zahlung von Bezügen, Krankenfürsorgeleistungen und Versorgung (§ 27 Abs. 5 BBG; § 14 Abs. 4 BeamtStG).

### Auswirkungen auf Vorgesetztenfunktion
Bei Beamten geht bei einer Abordnung die Pflicht, ein Disziplinarverfahren einzuleiten, bei Vorliegen zureichender tatsächlicher, den Verdacht eines Dienstvergehens rechtfertigender Anhaltspunkte, hinsichtlich der während der Abordnung begangenen Dienstvergehen grundsätzlich auf den neuen Dienstvorgesetzten über (§ 17 Abs. 3 BDG). Im Übrigen bleibt der ursprüngliche Dienstvorgesetzte zuständig. Der Vorgesetzte der Dienstzustelle, zu der abgeordnet wurde, darf dem abgeordneten Beamten dienstliche Anordnungen erteilen (§ 3 Abs. 3 BBG). Der Beamte ist verpflichtet, diese auszuführen und die allgemeinen Richtlinien des Vorgesetzten zu befolgen. Sie haben ihn zu beraten und zu unterstützen (§ 62 Abs. 1 BBG).

## Abgrenzung
Die Versetzung ist im Gegensatz zur Abordnung die auf Dauer angelegte Übertragung eines anderen Amtes bzw. Tätigkeit bei einer anderen Dienststelle bei demselben oder einem anderen Dienstherrn bzw. Arbeitgeber (§ 28 BBG).
Die Zuweisung entspricht der Abordnung zu einer öffentlichen Einrichtung ohne Dienstherrnfähigkeit oder bei einer anderen Einrichtung (§ 29 BBG).
Eine Umsetzung ist die Übertragung eines anderen Amtes im konkret-funktionalen Sinne innerhalb derselben Dienststelle.
Eine Dienstreise ist eine Reise zur Erledigung von Dienstgeschäften außerhalb der Dienststätte (§ 3 BRKG). Im Gegensatz zur Abordnung dient die Dienstreise der Erledigung konkreter Tätigkeiten. Sofern eine Dienstreise zu einer anderen Dienststelle erfolgt, ergeben sich aufgrund der Dienstreise keine neuen oder anderen Vorgesetztenverhältnisse.